# Cyrenella elegans
Cyrenella elegans är en svampart som beskrevs av Goch. 1981. Cyrenella elegans ingår i släktet Cyrenella, klassen Cystobasidiomycetes, divisionen basidiesvampar och riket svampar.   Inga underarter finns listade i Catalogue of Life.